# Kanakenahalli, Belur
Kanakenahalli là một làng thuộc tehsil Belur, huyện Hassan, bang Karnataka, Ấn Độ.